# サイコロきっぷ
『サイコロきっぷ』は、西日本旅客鉄道（JR西日本）が期間限定で発売している特別企画乗車券。

## 概要
JR西日本が2022年7月からe5489限定で発売を開始した企画乗車券である。発駅から目的地までの往復タイプのきっぷで、新幹線や特急列車も利用可能。JR西日本のスマートフォン向けアプリケーション「WESTER」から事前にエントリーをすることで購入可能となる。
エントリー時にWESTERの画面上に表示されるサイコロの出た目の駅によって旅の行き先がランダムに決まる。Z世代をはじめとする若年層向けに発売しているきっぷであるが、購入に年齢制限は設けられていない。

## 内容
サイコロきっぷ（第1弾）
発売期間は2022年7月29日 - 10月29日、利用期間は2022年7月29日 - 10月31日の連続する3日間。購入には事前エントリーが必要でエントリー期間は2022年7月19日 - 9月30日。大阪市内発着で価格は5,000円。同時に6名分まで購入可能。行き先となるサイコロの出目は、白浜、餘部、東舞鶴、倉敷、芦原温泉、尾道、博多の計7駅で出目の確率は尾道駅が36分の5、博多駅が36分の1、その他の各駅が各6分の1であった。また、エントリーは1人2回まで可能で、2回目の行き先が1回目の行き先と同じ目となれば、出た行き先か博多かのどちらかに選択可能となっていた。なお、餘部は城崎温泉駅で、東舞鶴は西舞鶴駅で、倉敷は岡山駅で、芦原温泉は福井駅でそれぞれ途中下車が認められていた。
広島発サイコロきっぷ（第2弾）
発売期間は2022年9月15日 - 10月29日、利用期間は2022年9月16日 - 10月31日の連続する3日間。エントリー期間は2022年9月15日 - 10月22日。広島市内発着で価格は5,000円。同時に3名分まで購入可能。エントリーは1人につき1回まで。行き先となるサイコロの出目は博多、松江、姫路、金沢の計4駅で行き先となるサイコロの出目は博多駅と松江駅が3分の1、姫路駅が9分の2、金沢駅が9分の1であった。なお、行き先が金沢だった場合に限り加賀温泉駅で途中下車が認められていた。
大阪発サイコロきっぷ（第3弾）
発売期間は2023年1月10日 - 2月12日、利用期間は2023年1月11日 - 2月14日の連続する3日間。エントリー期間は当初2023年1月10日 - 2月5日であったが、売れ行きが好評で特急列車（主に出雲市行きのやくも号）の指定席が満席となり利用客が希望する予約が取れなくなる状況を考慮し、2023年1月27日にエントリーの受付を前倒しで終了。大阪市内発着で価格は5,000円。同時に3名分まで購入可能。エントリーは1人につき1回まで。行き先となるサイコロの出目は加賀温泉、出雲市、湯田温泉、博多の計4駅で出目の確率は加賀温泉駅と出雲市駅が3分の1、湯田温泉駅が9分の2、博多駅が9分の1であった。なお、行き先が加賀温泉だった場合は福井駅に、出雲市だった場合は米子駅に、湯田温泉だった場合は新山口駅に限りそれぞれ途中下車が認められていた。また、第3弾からはそれぞれの行き先ごとに観光施設の割引等の特典がつけられたり行き先の駅でおもてなしイベントが開催されたりしている。
岡山発サイコロきっぷ（第4弾）
発売期間は2023年5月23日 - 7月12日、利用期間は2023年5月24日 - 7月13日の連続する2日間。エントリー期間は2023年5月23日 - 6月30日。岡山駅発着で価格は月曜日 - 木曜日出発分は5,000円、金曜日 - 日曜日出発分は8,000円。同時に3名分まで購入可能。エントリーは1人につき1回まで。行き先となるサイコロの出目は小倉、奈良、敦賀、松山の計4駅で出目の確率は小倉駅と奈良駅が3分の1、敦賀駅が9分の2、松山駅が9分の1であった。第4弾では初めてJR西日本以外の駅（JR四国）が行き先の1つに設定された。
大阪発サイコロきっぷ（第5弾）
発売期間は2023年8月1日 - 10月30日、利用期間は2023年8月23日 - 10月31日の連続する2日間。エントリー期間は2023年8月22日 - 9月30日。大阪市内発着で価格は月曜日 - 木曜日出発分は5,000円、金曜日 - 日曜日・祝日出発分は8,000円。同時に3名分まで購入可能。事前抽選制となり4万組限定で発売された。事前抽選申込期間は2023年8月1日 - 8月14日。行先となるサイコロの出目は、金沢、呉、城崎温泉、博多の計4駅で出目の確率は金沢駅と呉駅が3分の1、城崎温泉駅が9分の2、博多駅が9分の1であった。なお、行先が呉であった場合に限り広島駅での途中下車が認められていた。
大阪発サイコロきっぷ（第6弾）
発売期間は2023年12月26日 - 2024年2月28日、利用期間は2024年1月8日 - 2月29日の連続する2日間で、うち2024年2月9日-2月11日、2月22日-2月25日利用開始分は設定なし。エントリー期間は2023年12月26日 - 2024年1月31日。大阪市内発着で価格は月曜日 - 木曜日出発分は5,000円、金曜日 - 日曜日・祝日出発分は8,000円。同時に3名分まで購入可能。第5弾の大阪発サイコロきっぷの落選者を対象に、2万6千組限定の事前抽選制で発売された。事前抽選申込期間は2023年12月1日 - 12月14日。行先となるサイコロの出目は、金沢、呉、出雲市、博多の計4駅で出目の確率は金沢駅と呉駅が3分の1、出雲市駅が9分の2、博多駅がが9分の1であった。なお、行先が呉であった場合は広島駅に、出雲市駅であった場合は米子駅に限りそれぞれ途中下車が認められていた。
大阪発サイコロきっぷ（第7弾）
エントリー期間は2024年5月23日 - 2024年6月30日、発売期間は2024年5月23日 - 2024年7月10日、利用期間は2024年5月24日 - 7月11日の連続する2日間である。エントリーにはWESTERポイントが1000ポイント必要であり、大阪市内発着で価格は月曜日 - 木曜日出発分は5,000円、金曜日 - 日曜日・祝日出発分は8,000円である。同時に3名までエントリー可能なものの、人数分のWESTERポイントが必要である。行き先となるサイコロの出目は、城崎温泉、宮島口、白浜、博多の計4駅で出目の確率は城崎温泉と宮島口が3分の1、白浜が9分の2、博多が9分の1である。なお行き先が宮島口であった場合は広島駅にて途中下車が認められていた。